# Julián Ribera y Tarragó
Julián Rivera y Tarragó, né à la commune valencienne de Carcaixent en 1858 et mort à Madrid en 1934, est un philologue, arabisant et musicologue espagnol, découvreur du dialecte mozarabe.

## Biographie
Il est né d'un père instituteur, Julián Rivera y Tarragó décrira son éducation comme mouvementée, entouré de 15 frères et une éducation peu constante. Il grandira à Valence, mais partira pour effectuer ses études à l'Université Centrale de Madrid. Julian Rivera y Tarragó aura lui-même un total de six fils.

## Parcours
Il est professeur titulaire d'arabe à l'Université de Saragosse et l'Université Centrale de Madrid, ce fut à travers ses études approfondies sur des textes de la période d'Al-Andalus que Julián Ribera y Tarragó démontrera l'existence d'un dialecte roman, mozarabe, qui aurait continué de se parler par des habitants chrétiens des royaumes islamiques, en parallèle de l'arabe littéraire, langue de préstige, dont on conserve beaucoup plus de textes.
Il a aussi étudié l'influence de la poésie arabe d'Al-Andalous sur la poésie castillane et occitane. De même, il a trouvé des influences comparables dans le domaine de la musique andalouse sur le mouvement des troubadours.
Julián Ribera y Tarragó était aussi directeur de la Bibliothèque Arábigo-Hispanique et de deux publications, la Collection d'Études Arabes et la Revue d'Aragon.
Entre ses nombreux disciples, on peut démarquer Miguel Asín Palacios.
Il deviendra membre de l'Académie royale d'histoire de l'Académie royale espagnole en 1912 et l'un des premiers membres de l'Académie internationale d'histoire des sciences (membre 19), à partir de 1928.

## Travaux
On peut compter entre ses œuvres les plus importantes :
- En 1893, L'enseignement entre les musulmans espagnols (en espagnol, La enseñanza entre los musulmanes españoles)[5].
- En 1896, Bibliophiles et bibliothèques dans l'Espagne musulmane (Bibliófilos y bibliotecas en la España musulmana)[6].
- En 1897, Origines de la justice d'Aragon (Orígenes del Justicia de Aragón)[7].
- Il a édité une traduction de l'Histoire des juges de Cordoue d'Aljoxaní.